# Dangaioh
Dangaioh, aussi connu sous le nom Hyper Combat Unit Dangaioh (破邪大星ダンガイオー, Haja Taisei Dangaiō), est une série d'OAV créé par Toshiki Hirano, produite par AIC et Artmic et diffusée au Japon entre 1987 et 1989.

## Synopsis
Dans le futur intergalactique, quatre adolescents qui forment l'équipage de Dangaioh, un mecha de combat, créé par le Dr Tarsan, recouvrent peu à peu leur mémoire et découvrent qu'ils ont été manipulés par le Dr Tarsan pour être des mercenaires à la solde Bunker Space Pirates. Lorsque ceux-ci s'enfuient avec Dangaioh, le capitaine monstrueux des Bunker Space Pirates, Galimos, va tout faire pour les anéantir. Les quatre adolescents vont utiliser leurs pouvoirs psychiques pour affronter les sbires de Galimos dont le mercenaire Gil Berg.

## Personnages principaux
- L'équipe Dangaioh
  - Dr Tarsan (ターサン博士, Tāsan Hakase?)
  - Mia Alice (ミア・アリス, Mia Arisu?), une terrienne
  - Roll Kran (ロール・クラン, Rōru Kuran?), un membre décédé de la résistance sur la planète Lettonie
  - Lamba Nom (ランバ・ノム, Ranba Nomu?), la princesse exilée du monde Lilith
  - Pai Thunder (パイ・サンダー, Pai Sandā?), la fille de Galimos

- Les Bunker Space Pirates
  - Captain Galimos (ガリモス大船長, Garimosu Daisenchō?)
  - Gil Berg (ギル・バーグ, Giru Bāgu?)

## Fiche technique
- Titre : Dangaioh
- Réalisation : Toshiki Hirano
- Scénario : Kōichi Ōhata, Shō Aikawa, Toshiki Hirano
- Character design : Toshiki Hirano
- Mecha design : Shoji Kawamori, Koichi Ohata, Masami Ōbari
- Musique : Kaoru Mizutani, Michiaki Watanabe
- Pays d'origine :  Japon
- Années de production : 1987 - 1989
- Genre : Science-fiction, mecha
- Durée : 110 minutes
- Dates de sortie : 1990 (VHS, US), 2003 (DVD, US)

## Épisodes
- 1 - "Cross Fight!!" (クロス・ファイト!!), sortie le 28 septembre 1987
- 2 - "Spiral Knuckles in Tears" ( 涙のスパイラルナックル)) , sortie le 25 octobre 1988
- 3 - "The Demonic Revenge of Gil Berg" (復讐鬼ギルバーグ), sortie le 25 juillet 1988

## Bande sonore
- Musique d'ouverture:
  - Cross Fight! (eps. 1-2), par Mitsuko Horie and Ichirou Mizuki
  - Cheap Thrills (ep. 3), par Hidemi Nakai

- Musique de fin :
  - Kokoro no Honesty (心のオネスティー, Kokoro no Onesutī?) (eps. 1-2), par Mitsuko Horie
  - Who's Gonna Win? (ep. 3), par Hidemi Nakai